# Flexana spinosa
Flexana spinosa är en insektsart som beskrevs av Delong och Freytag 1971. Flexana spinosa ingår i släktet Flexana och familjen dvärgstritar. Inga underarter finns listade i Catalogue of Life.